# Велизар Бинев
Велизар Бинев е български актьор.

## Биография
Роден е в град София на 8 март 1967 г. Завършва НАТФИЗ „Кръстьо Сарафов“ със специалност актьорско майсторство.
Велизар Бинев е син на големите български актьори Николай Бинев и Домна Ганева. Двамата имат и по-голям син – Боян, който умира на 20-годишна възраст от мускулна дистрофия.

## Филмография
- Четвърта власт (2013) - Весо Антикваря
- Под Прикритие (сезони 2 и 3, 2012) - прокурор, масон
- Frost Giant (2010) (TV) – Блейк
- Мисия Лондон (2010) – Камал
- Dark Relic (2010) (TV) – Абат
- Ninja (2009/I) – Сервитьор
- Star Runners (2009) (TV) – Билал
- The Tournament (2009) – Мъртвия убиец
- Thick as Thieves (2009) – Тарасов
- Cyclops (2008) (TV) – Cletus
- Корпорация Война (2008) – Немския бизнесмен
- Hitman (2007/I) – Свещеника
- Finding Rin Tin Tin (2007) – Хенри търговеца
- The Contractor (2007) (V) – Белойт
- Harpies (2007) (TV) – Лорд Кастор
- Nightmare City 2035 (2007) – Д-р Джонатан Демео
- Wicked Little Things (2006) – Бул Форман
- Joe Petrosino (2006) (TV) – Счетоводителят
- Dragon Dynasty (2006) (TV) – Капитанът на кораб
- Hannibal (2006) (TV) – Картагенски сенатор
- Фаворитът 2 (2006) – Кирил
- The Mechanik (2005) – Германеца
- Sacco & Vanzetti (2005) (TV) – Гудридж
- Hammerhead: Shark Frenzy (2005) (TV) – Д-р Краус
- Icon (2005) (TV) – Модератор
- Submerged (2005) (V) – Сервитьора със сивата коса
- Man with the Screaming Brain (2005) – Кмет
- Alien Apocalypse (2005) (TV) – Мениджър
- Mansquito (2005) – Спасител
- Raging Sharks (2005) (V) – Водолаза Джейк
- Puppet Master vs Demonic Toys (2004) (TV) – Кметът
- Девет живота (2004)  (Unstoppable) - САЩ/Аруба – Купувачът
- Boa vs. Python (2004) (V) – Луис
- Target of Opportunity (2004) – Роман
- Epoch: Evolution (2003) (TV) – Самюъл
- Shark Zone (2003) (V) – Волков
- Deep Shock (2003) (TV) – Д-р Паше
- In Hell (2003) (uncredited) – Основен гост
- Rapid Exchange (2003) (V) – Банков мениджър
- Antibody (2002) (V) – Д-р Бикел
- Хълмът на боровинките (2001)
- Python 2 (2002) (V) – Азис
- Octopus 2: River of Fear (2001) – Мениджър в хотел
- Shark Hunter (2001) – Уил Ченко
- The Grey Zone (2001) – Мол
- U.S. Seals II (2001) (V) – Борис
- Spiders II: Breeding Ground (2001) (uncredited) – Лекарят
- Octopus (2000) (V) – Служител на посолството
- Mindstorm (2000) – Йозеф
- Клиника на третия етаж (1999, 2000, 2010), 35 серии – Жорж (в 1 серия: XII)
- Bridge of Dragons (1999) – Шивачът
- U.S. Seals (1999) – Фостър Бърд
- Il carniere (1997) (uncredited) – Синът на комарджията
- Закъсняло пълнолуние (1996) – Психологът
- La signora della città (1996) (TV) (uncredited) – ТВ продуцент
- Гори, гори, огънче (1994), 4 серии – Бинев
- Полицаи и престъпници (1993), 3 серии – Банана (в „Голямата ченгеджийница“)